# Guy-Claude Mouny
Guy-Claude Mouny est un écrivain français, né à Reims le 24 juin 1930 et mort le  14 juillet 2007 dans la même ville. Il était colonel Orsem-Officiers de réserve spécialistes d'état-major, commandeur de l'Ordre National du Mérite. 